# 2014년 동계 올림픽 쇼트트랙 여자 1000m
2014년 동계 올림픽의 쇼트트랙 여자 1000m는 아이스버그 스케이팅 팰리스에서 2014년 2월 18일부터 21일까지 열렸다.
예선은 2월 18일에 열렸으며 준준결선부터 결선까지는 2월 21일에 열렸다.
전 대회 우승자와 2013년 선수권 대회 우승자는 왕멍이었지만 대회 직전인 2014년 1월에 훈련 도중에 발목골절을 당하면서 부상으로 불참하였다.
메달 획득을 가리는 결선 A에서 박승희가 금메달을, 판커신이 은메달을, 심석희가 동메달을 차지하여 박승희가 대회 2관왕에 오르게되었다. 한편, 결선 A에서 판커신이 결승선 통과 직전에 앞서가는 박승희를 잡기 위해 팔을 뻗어 잡으려고 하는 행동이 포착되었다. 이 행동을 많은 논란을 낳았지만 결과에 영향을 미치지 않았기 때문에 경기 결과에 별다른 영향을 미치지 않았으며, 경기 종료 이후에 '나쁜 손'으로 화제가 되었다.

## 결과
경기는 20:44에 시작하였고 최종 결과는 여기 보관됨 2014-02-28 - 웨이백 머신서 참조하였다.

### 예선
| 순위 | 조 | 이름                  | 국가           | 시간     | 비고 |
| ---- | -- | --------------------- | -------------- | -------- | ---- |
| 1    | 1  | 리지안루              | 중화인민공화국 | 1:31.187 | Q    |
| 2    | 1  | 제시카 스미스         | 미국           | 1:31.359 | Q    |
| 3    | 1  | 타티야나 보로둘리나   | 러시아         | 1:31.559 |      |
| 4    | 1  | 시미즈 사유리         | 일본           | 1:31.879 |      |
| 1    | 2  | 박승희                | 대한민국       | 1:31.883 | Q    |
| 2    | 2  | 에밀리 스콧           | 미국           | 1:32.585 | Q    |
| 3    | 2  | 인나 시모노바         | 카자흐스탄     | 1:32.599 |      |
|      | 2  | 카테리나 노보트나     | 체코           |          | PEN  |
| 1    | 3  | 발레리 말테           | 캐나다         | 1:28.771 | Q    |
| 2    | 3  | 사카이 유이           | 일본           | 1:29.824 | Q    |
| 3    | 3  | 야라 반 케르코프      | 네덜란드       | 1:29.980 |      |
| 4    | 3  | 사피야 블라소바       | 우크라이나     | 1:32.495 |      |
| 1    | 4  | 심석희                | 대한민국       | 1:31.046 | Q    |
| 2    | 4  | 마리이브 드롤렛       | 캐나다         | 1:31.273 | Q    |
| 3    | 4  | 마르티나 발체피나     | 이탈리아       | 1:34.226 | ADV  |
|      | 4  | 리우치홍              | 중화인민공화국 |          | PEN  |
| 1    | 5  | 김아랑                | 대한민국       | 1:31.640 | Q    |
| 2    | 5  | 판커신                | 중화인민공화국 | 1:31.713 | Q    |
| 3    | 5  | 올가 벨라코바         | 러시아         | 1:32.034 |      |
|      | 5  | 아그네 세레이카이테   | 리투아니아     |          | PEN  |
| 1    | 6  | 아리안나 폰타나       | 이탈리아       | 1:32.983 | Q    |
| 2    | 6  | 베로니크 피에롱       | 프랑스         | 1:33.022 | Q    |
| 3    | 6  | 소피아 프로스비르노바 | 러시아         | 1:36.521 |      |
|      | 6  | 베르너데트 헤이둠     | 헝가리         |          | PEN  |
| 1    | 7  | 엘리스 크리스티       | 영국           | 1:30.588 | Q    |
| 2    | 7  | 파트리샤 말리셉스카   | 폴란드         | 1:32.975 | Q    |
| 3    | 7  | 이토 아유코           | 일본           | 1:33.188 |      |
| 4    | 7  | 엘레나 비비아니       | 이탈리아       | 1:33.352 |      |
| 1    | 8  | 디아나 로켓           | 오스트레일리아 | 1:34.845 | Q    |
| 2    | 8  | 베로니카 윈디시       | 오스트리아     | 1:36.018 | Q    |
| 3    | 8  | 요리엔 터 모스        | 네덜란드       | 1:46.661 | ADV  |
| 4    | 8  | 마리안느 생즐레       | 캐나다         | 2:05.206 |      |

### 준준결선
| 순위 | 조 | 이름                | 국가           | 시간     | 비고 |
| ---- | -- | ------------------- | -------------- | -------- | ---- |
| 1    | 1  | 엘리스 크리스티     | 영국           | 1:30.606 | Q    |
| 2    | 1  | 박승희              | 대한민국       | 1:30.801 | Q    |
| 3    | 1  | 마리이브 드롤렛     | 캐나다         | 1:31.668 |      |
|      | 1  | 베로니크 피에롱     | 프랑스         |          | PEN  |
| 1    | 2  | 발레리 말테         | 캐나다         | 1:29.037 | Q    |
| 2    | 2  | 요리엔 터 모스      | 네덜란드       | 1:29.119 | Q    |
| 3    | 2  | 디아나 로켓         | 오스트레일리아 | 1:29.256 |      |
| 4    | 2  | 사카이 유이         | 일본           | 1:29.328 |      |
| 5    | 2  | 베로니카 윈디시     | 오스트리아     | 1:30.017 |      |
| 1    | 3  | 심석희              | 대한민국       | 1:29.356 | Q    |
| 2    | 3  | 판커신              | 중화인민공화국 | 1:29.380 | Q    |
| 3    | 3  | 에밀리 스콧         | 미국           | 1:30.324 |      |
|      | 3  | 아리안나 폰타나     | 이탈리아       |          | PEN  |
| 1    | 4  | 제시카 스미스       | 미국           | 1:32.088 | Q    |
| 2    | 4  | 리지안루            | 중화인민공화국 | 1:32.129 | Q    |
| 3    | 4  | 김아랑              | 대한민국       | 1:32.154 |      |
| 4    | 4  | 파트리샤 말리셉스카 | 폴란드         | 1:32.376 |      |

### 준결선
| 순위 | 조 | 이름            | 국가           | 시간     | 비고 |
| ---- | -- | --------------- | -------------- | -------- | ---- |
| 1    | 1  | 박승희          | 대한민국       | 1:30:202 | QA   |
| 2    | 1  | 제시카 스미스   | 미국           | 1:30:409 | QA   |
| 3    | 1  | 요리엔 터 모스  | 네덜란드       | 1:30:481 | QB   |
| 4    | 1  | 발레리 말테     | 캐나다         | 1:56:511 | QB   |
| 1    | 2  | 심석희          | 대한민국       | 1:31.237 | QA   |
| 2    | 2  | 판커신          | 중화인민공화국 | 1:32.618 | QA   |
|      | 2  | 리지안루        | 중화인민공화국 |          | PEN  |
|      | 2  | 엘리스 크리스티 | 영국           |          | PEN  |

### 결선

#### 결선 B
| 순위 | 이름           | 국가     | 시간     | 비고 |
| ---- | -------------- | -------- | -------- | ---- |
| 5    | 요리엔 터 모스 | 네덜란드 | 1:36.835 |      |
| 6    | 발레리 말테    | 캐나다   | 1:36.863 |      |

#### 결선 A
| 순위 | 이름          | 국가           | 시간     | 비고 |
| ---- | ------------- | -------------- | -------- | ---- |
| 1    | 박승희        | 대한민국       | 1:30.761 |      |
| 2    | 판커신        | 중화인민공화국 | 1:30.811 |      |
| 3    | 심석희        | 대한민국       | 1:31.027 |      |
| 4    | 제시카 스미스 | 미국           | 1:31.301 |      |

## 범례
|  | 세계 신기록                  |  |                   | 아프리카 신기록 |                      | Q | 예선 통과 |
|  | 올림픽 신기록                |  | 북아메리카 신기록 | DNS             | 경기를 시작하지 않음 |   |           |
|  |                              |  | 아시아 신기록     | DNF             | 경기를 마치지 않음   |   |           |
|  | 국가 신기록                  |  | 유럽 신기록       | DSQ             | 실격                 |   |           |
|  | 개인 최고 기록 (개인 신기록) |  | 오세아니아 신기록 | WD              | 기권                 |   |           |
|  | 시즌 최고 기록 (시즌 신기록) |  | 남아메리카 신기록 | NM              | 기록 없음            |   |           |

### 쇼트트랙
| ADV | 피반칙으로 다음 라운드 진출 |  |  | QA | 결승전 A (메달 경쟁) |  |  | QB | 결승전 B (메달 없음) |